# MOL Comfort
Das Containerschiff MOL Comfort wurde 2008 für die japanische Reederei Mitsui O.S.K. Lines (MOL) gebaut. Es brach am 17. Juni 2013 im Arabischen Meer auseinander, und beide Teile sanken in der Folgezeit. Es ist der größte bisher aufgetretene Containerschiffsverlust.

## Bau und Einsatzzeit
Die MOL Comfort zählte zu einer Baureihe von zwölf typgleichen Schiffen, von denen sechs Einheiten in den Jahren 2007 und 2008 als MOL C-Klasse für die Tokioter Reederei Mitsui O.S.K. Lines gebaut wurden. Weitere Schwesterschiffe wurden an andere Reedereien abgeliefert. Nach Ablieferung im Juli 2008 wurde das Schiff als APL Russia in Charter der singapurischen Reederei American President Lines in Fahrt gesetzt. Zum 1. Juni 2012 übernahm MOL das Schiff wieder und benannte es in MOL Comfort um. Das Schiff wurde auf der Route zwischen Asien und Europa eingesetzt und absolvierte am 29. Mai 2013 den letzten „Special Survey“ – eine im Fünfjahresrhythmus stattfindende Untersuchung – seitens der Klassifikationsgesellschaft Nippon Kaiji Kyōkai.

## Havarie im Juni 2013
Am 17. Juni 2013 befand sich die MOL Comfort auf einer Reise von Singapur nach Jeddah im Arabischen Meer etwa 430 Seemeilen südöstlich von Salala in einem Schlechtwettergebiet, als es im Mittschiffsbereich zunächst starke Einbeulungen zeigte, bald darauf stark knickte und schließlich in zwei Teile zerbrach. Die 26-köpfige Besatzung, die aus elf Russen, einem Ukrainer und 14 Philippinern bestand, konnte sich in zwei Rettungsinseln und einem Rettungsboot retten und wurde im Zuge der vom MRCC Mumbai koordinierten Rettungsaktion von der Yantian Express aufgenommen. Schiffsführung und Besatzung der Yantian Express wurden Ende 2013 für ihren Einsatz von der DGzRS mit der Rettungsmedaille in Silber ausgezeichnet.
Vor- und Achterschiff des Havaristen behielten zunächst ihre Schwimmfähigkeit und trieben unabhängig voneinander mit rund zwei Knoten Geschwindigkeit in ostnordöstlicher Richtung weiter. Das Vorschiff befand sich auf der Position 13°00’N 60°40’E, das Achterschiff 19 Seemeilen ostnordöstlich davon. MOL schloss einen Bergungsvertrag. Am 24. Juni trafen ein Begleitschiff aus Dschabal Ali und drei Schlepper im Bereich der treibenden Schiffsteile ein. Fachleute von Smit Internationale und Nippon Salvage nahmen die beiden Rumpfhälften in Augenschein, um das Abschleppen vorzubereiten. Darüber hinaus waren weitere Bergungsschlepper auf dem Weg zum Havaristen. Am 26. Juni wurde mit dem Abschleppen des Vorschiffs in Richtung des Persischen Golfs begonnen, das Achterschiff sank am 27. Juni 2013 in der Nähe der Position 14°26’N; 066°26’E bei einer Wassertiefe von etwa 4000 Metern. Dabei gingen etwa 1700 Container verloren, und etwa 1500 t Schweröl versanken mit dem Achterschiff. Am 6. Juli brach während der Verschleppung am hinteren Teil des Vorschiffs nach Suhar ein Feuer aus, das durch die Begleitschiffe nicht unter Kontrolle gebracht wurde. Zusätzlich nahm das indische Feuerlöschschiff Samudra Prahari an der Feuerbekämpfung teil. Am 10. Juli gegen 19 Uhr (UTC) sank das schwer beschädigte Vorschiff auf der Position 19°56’N; 065°25’E im an dieser Stelle etwa 3000 Meter tiefen Indischen Ozean. Mit dem Vorschiff gingen die verbleibenden rund 2400 Container und etwa 1600 Tonnen Schweröl unter. Einzelne Container wurden in der Folgezeit an der indischen Westküste und auf den Lakkadiven angespült.

## Folgen der Havarie
An Bord des mit etwa 66 Millionen US-Dollar bei Mitsui Sumitomo, Tokio Marine und Sompo versicherten Schiffes befanden sich 4382 Container (7041 TEU) mit Ladung im Wert von rund 300 Millionen US-Dollar.
Aufgrund der bisher ungeklärten Ursache für das Durchbrechen der MOL Comfort wurde eine gemeinsame Untersuchung der momentan in Fahrt befindlichen Schwesterschiffe MOL Creation, MOL Charisma, MOL Celebration, MOL Courage, MOL Competence und MOL Commitment durch die Reederei MOL, die Bauwerft Mitsubishi Heavy Industries und die Klassifikationsgesellschaft Nippon Kaiji Kyokai begonnen. Als erste Maßnahme wurden die Schiffe während des laufenden Betriebs durch die jeweiligen Besatzungen untersucht und ein vorläufiger Plan zur Minderung der Rumpfbelastungen aufgestellt. Später entschied MOL, alle reedereieigenen Schwesterschiffe aus der Fahrt zu nehmen und deren Rumpf zu verstärken. Bei den Schiffen MOL Celebration, MOL Courage und MOL Creation wurden die Rümpfe bis Mitte August 2013 verstärkt, bei den weiteren Schiffen MOL Charisma, MOL Competence und MOL Commitment wurden die Arbeiten in den nachfolgenden Monaten durchgeführt.
Die Unfalluntersuchungsgruppe der Klassifikationsgesellschaft NK gab Ende Oktober 2013 Zwischenergebnisse der Untersuchung bekannt. Aufgrund des zu Beginn des Unfalls festgestellten Wassereinbruchs im Mittschiffsbereich des Schiffsbodens geht die Gruppe von einem Ursprung des Schadens in der Bodenkonstruktion des Schiffes aus. Bei der Untersuchung der Bodenbereiche der Schwesterschiffe zeigten sich im gleichen Bereich Beulschäden, die als Ursache für das Versagen der Bodenkonstruktion in Frage kommen, woraufhin die Schwesterschiffe im besagten Bereich präventiv verstärkt wurden. Im Zwischenbericht vom Dezember 2013 gab die Unfalluntersuchungsgruppe bekannt, dass die Ursache des Mittschiffsschadens in verschiedenen Simulationen nach der Finite-Elemente-Methode mit den gegebenen Parametern nicht nachgestellt werden konnte. Die Untersuchungskommission geht davon aus, dass die Rumpfbelastungen während des Unfalls entweder höher lagen als angenommen, oder die Vorschädigung durch die Bodeneinbeulungen höher war als angenommen oder eine Kombination beider vorgenannten Effekte zutraf. Am 30. September 2014 wurde der Abschlussbericht vorgelegt.
Im Februar 2014 verklagte MOL den Schiffbaukonzern Mitsubishi Heavy Industries beim Tokyo District Court auf Schadenersatz für die nachträgliche Verstärkung der Schwesterschiffe der gesunkenen MOL Comfort.
Die International Association of Classification Societies gab im März 2015 neue Richtlinien für den Bau großer Containerschiffe heraus, die einen Seeunfall wie auf der MOL Comfort in Zukunft verhindern sollen.

## Technik
Die Schiffe der MOL C-Klasse zählen zu den Post-Panamax-Containerschiffen.  Die Schiffsaufbauten und der darunterliegende Maschinenraum sind etwa auf vier Fünftel der Länge achtern angeordnet. Die Schiffe dieser Klasse wurden im Vergleich zu anderen 8000-TEU-Schiffen um eine 40-Fuß-Bay kürzer und dafür um eine Containerreihe breiter ausgelegt. Die Gesamtkapazität beträgt etwas über 8.100 TEU, von denen 3.494 TEU in den Laderäumen und 4.616 TEU an Deck gestaut werden können. Späte Einheiten der Serie verfügen über eine höhere Gesamtkapazität von 8.450 TEU. Es sind Anschlüsse für 630 Kühlcontainer vorhanden.
Der verwendete Hauptmotor des Typs Mitsubishi-Wärtsilä RT-flex96C wirkt direkt auf einen Festpropeller und ermöglicht eine Geschwindigkeit von bis zu 25,25 Knoten. Um die aktuellen MARPOL-Vorschriften zu erfüllen, sind alle Bunkertanks innerhalb der Doppelhülle angeordnet.
Schiffbaulich bemerkenswert am Schiffstyp der bei Mitsubishi gebauten Einheiten war die erstmalige Verwendung von hochfestem YP47-Stahl des Gütegrades „E“ (YP460MPa) mit einer Zugfestigkeit von rund 461 N/mm² für den Schiffsrumpf. Die neue Stahlsorte wurde von Nippon Steel und Mitsubishi Heavy Industries entwickelt und ihre Verwendung in Zusammenarbeit mit der Klassifikationsgesellschaft Nippon Kaiji Kyokai erprobt.